# 두루미자리 장성
두루미자리 장성(Grus Wall)은 은하의 상부구조("은하의 벽")이다.
두루미자리 장성은 화학로자리 장성과 조각실자리 장성과 "직각"이다.